# Łukowa (gromada w powiecie jędrzejowskim)
Łukowa – dawna gromada, czyli najmniejsza jednostka podziału terytorialnego Polskiej Rzeczypospolitej Ludowej w latach 1954–1972.
Gromady, z gromadzkimi radami narodowymi (GRN) jako organami władzy najniższego stopnia na wsi, funkcjonowały od reformy reorganizującej administrację wiejską przeprowadzonej jesienią 1954 do momentu ich zniesienia z dniem 1 stycznia 1973, tym samym wypierając organizację gminną w latach 1954–1972.
Gromadę Łukowa z siedzibą GRN w Łukowej utworzono – jako jedną z 8759 gromad na obszarze Polski – w powiecie jędrzejowskim w woj. kieleckim, na mocy uchwały nr 13b/54 WRN w Kielcach z dnia 29 września 1954. W skład jednostki weszły obszary dotychczasowych gromad Łukowa, Chmielowice i osiedle Wojkowiec oraz parcelacja Wojkowiec z dotychczasowej gromady Siedlce ze zniesionej gminy Sobków w tymże powiecie. Dla gromady ustalono 12 członków gromadzkiej rady narodowej.
1 stycznia 1969 gromadę włączono do powiatu kieleckiego w tymże województwie, gdzie równocześnie została zniesiona a jej obszar włączony do gromad Dębska Wola (wieś Chmielowice) i Wolica (wsie Feliksówka, Lelusin, Łukowa i Wojkowiec).